# Żelazny Jan: Rzecz o mężczyznach
Żelazny Jan: Rzecz o mężczyznach – książka poety Roberta Bly'a o charakterze eseju egzegetycznego, opublikowana po raz pierwszy w 1990 roku. Poświęcona kryzysowi męskiej tożsamości, jest najbardziej znanym tekstem ruchu mitopoetyckiego mężczyzn, w którym działał jego autor. Utrzymywała się przez 62 tygodni na liście bestsellerów gazety The New York Times. 
Posługując się mitem (tytułowy Żelazny Jan) i poezją (m.in. Williama Blake'a, Pabla Nerudy i Rainera Marii Rilkego), proponuje poszukiwanie męskiej dojrzałości poprzez rozwój intelektualny i artystyczny oraz podążanie za odpowiedzialnym autorytetem jako receptę na osamotnienie, deprywację i bierność, których źródła upatruje w amerykańskim społeczeństwie przemysłowym lat 50. XX wieku. Książka wzbudziła kontrowersje z powodu rzekomego tradycjonalizmu wewnątrz ruchu feministycznego, wobec którego autor zajmował jednoznacznie pozytywne stanowisko, i spotkała się z szyderczym przyjęciem ze strony amerykańskiej konserwatywnej prawicy.
Na wstępie książki Bly stwierdza, że w ciągu minionych dwudziestu lat mężczyźni stali się łagodniejsi i bardziej refleksyjni, ale nie przyniosło im to wolności, bowiem usiłują przypodobać się kobietom.